# Jaime Llorca Lloret
Jaime Llorca Lloret (n. la Vila Joiosa) fou un advocat i polític valencià. Tenia un dels bufets més prestigiosos d'Alacant i era president de la societat Ferrocarriles Estratégicos y Secundarios de Alicante. Políticament fou cap a la Marina Baixa del Partit Liberal Fusionista, amb el que fou diputat a la Diputació d'Alacant pels districtes de la Vila Joiosa-Xixona i Cocentaina-Pego. Posteriorment va ser cap a la Vila Joiosa del Partit Liberal Democràtic, escindit del Partit Liberal Fusionista. En 1921 fou vicepresident de la diputació i president el 1923. Arran la dictadura de Primo de Rivera va dimitir del seu càrrec i no participà en política. Sembla que durant la Segona República Espanyola es va mantenir políticament inactiu, però durant la guerra civil espanyola va romandre amagat.